# Conus conco
Conus conco é uma espécie de caracol marinho, um molusco gastrópode marinho na família Conidae. Estes caracóis são predatórios e venenosos. Eles são capazes de "picar" os humanos.

## Nomenclatura
A descrição do Conus conco foi incluída no Material Complementar on-line do artigo de Puillandre et al. (2014).  Esta descrição não foi incluída na versão impressa do artigo e, portanto, não atendeu aos requisitos do Código Internacional de Nomenclatura Zoológica (ICZN) para publicações eletrônicas, e o nome "Conus Conco", Puillandre et al., 2014, não foi nomenclaturalmente um nome disponível. Para atender aos requisitos da ICZN e tornar o nome Conus Conco disponível, a descrição foi publicada em janeiro de 2015 como uma parte impressa padrão da Filogenética e Evolução Molecular.

## Descrição
O tamanho da casca atinge 45 mm.

## Distribuição
Esta espécie marinha pode ser encontrada no Oceano Pacífico ao largo das Ilhas Marquesas.